# Gotō (Nagasaki)
Gotō (jap. 五島市 Gotōshi) ist eine Stadt der Präfektur Nagasaki auf den Gotō-Inseln in Japan. Gotō umfasst die südwestliche Hälfte der Gotō-Inseln sowie die (unbewohnten) Danjo- und Hizen-Torishima-Archipele im Ostchinesischen Meer. Die Kerninseln der Stadt liegen etwa 100 Kilometer von Nagasaki entfernt, die anderen Archipele 60 Kilometer weiter südwestlich. Die Stadt besteht aus elf bewohnten und 52 unbewohnten Inseln. Die drei Hauptinseln der Stadt sind Fukue, Hisaka und Naru. Zum 31. März 2017 hatte die Stadt schätzungsweise 37.775 Einwohner und eine Bevölkerungsdichte von 90 Personen pro km². Die Gesamtfläche beträgt 420,81 km²

## Geschichte

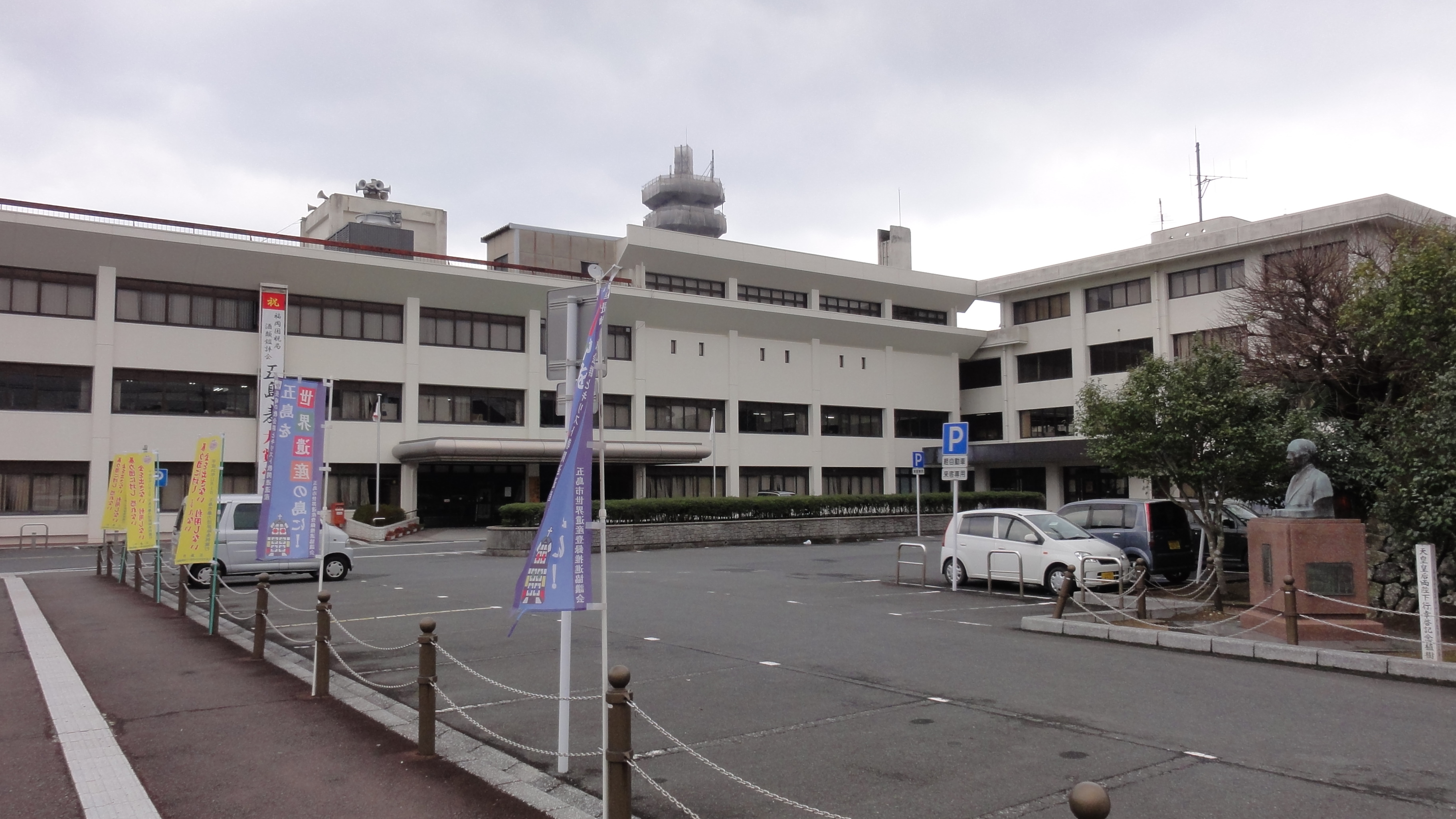
Ehemaliges Rathaus von Goto

Das Gebiet der heutigen Stadt Gotō war in der Nara-Zeit ein Anlaufhafen auf der Handelsroute zwischen Japan und dem China der Tang-Dynastie. Der bekannte buddhistische Prälat Kukai machte 806 in Gotō Halt. Die Inseln gerieten ab der Muromachi-Zeit unter die Kontrolle des Gotō-Clans und waren im späten 16. Jahrhundert Schauplatz intensiver europäischer Missionstätigkeit, die den Großteil der Bevölkerung zum kirishitanischen Glauben bekehrte. Nach dem Beginn des Tokugawa-Bakufu gehörte das Gebiet in der Edo-Zeit zur Domäne Fukue. Die Stadt Fukue wurde 1954 gegründet. Ein Großteil der Stadt wurde 1962 bei einem Brand zerstört.
Die Moderne Stadt Gotō entstand am 1. August 2004 aus dem Zusammenschluss der Shi Fukue (福江市, -shi), der Chō Tomie (富江町, -chō), Tamanoura (玉之浦町, -chō), Miuraku (三井楽, -chō), Kishiku (岐宿, -chō) und Naru (奈留, -chō) des Minamimatsuura-gun.
Fukue ist eine alte Burgstadt auf Fukue-jima mit der früheren Burg Fukue.

## Demographie
| Year                       | Pop.   | ±%      |
| -------------------------- | ------ | ------- |
| 1920                       | 68,455 | —       |
| 1925                       | 65,457 | −4,4 %  |
| 1930                       | 68,798 | +5,1 %  |
| 1935                       | 69,951 | +1,7 %  |
| 1940                       | 66,232 | −5,3 %  |
| 1945                       | 86,209 | +30,2 % |
| 1950                       | 90,369 | +4,8 %  |
| 1955                       | 91,973 | +1,8 %  |
| 1960                       | 87,232 | −5,2 %  |
| 1965                       | 78,642 | −9,8 %  |
| 1970                       | 68,649 | −12,7 % |
| 1975                       | 63,410 | −7,6 %  |
| 1980                       | 60,947 | −3,9 %  |
| 1985                       | 57,736 | −5,3 %  |
| 1990                       | 54,143 | −6,2 %  |
| 1995                       | 51,295 | −5,3 %  |
| 2000                       | 48,533 | −5,4 %  |
| 2005                       | 44,765 | −7,8 %  |
| 2010                       | 40,621 | −9,3 %  |
| 2015                       | 37,327 | −8,1 %  |
| 2020                       | 34,391 | −7,9 %  |
| Gotō population statistics |        |         |

Laut japanischen Volkszählungsdaten betrug die Einwohnerzahl von Gotō im Jahr 2020 34.391 Personen. Gotō führt seit 1920 Volkszählungen durch.

## Geographie

### Klima
Goto besitzt ein humides, subtropisches Klima (Köppen climate classification Cfa) mit heißen Sommern und kühlen Wintern.
| Klimadaten von Fukue, Goto (1991 bis 2020) | Klimadaten von Fukue, Goto (1991 bis 2020) | Klimadaten von Fukue, Goto (1991 bis 2020) | Klimadaten von Fukue, Goto (1991 bis 2020) | Klimadaten von Fukue, Goto (1991 bis 2020) | Klimadaten von Fukue, Goto (1991 bis 2020) | Klimadaten von Fukue, Goto (1991 bis 2020) | Klimadaten von Fukue, Goto (1991 bis 2020) | Klimadaten von Fukue, Goto (1991 bis 2020) | Klimadaten von Fukue, Goto (1991 bis 2020) | Klimadaten von Fukue, Goto (1991 bis 2020) | Klimadaten von Fukue, Goto (1991 bis 2020) | Klimadaten von Fukue, Goto (1991 bis 2020) | Klimadaten von Fukue, Goto (1991 bis 2020) |
| Month                                      | Jan                                        | Feb                                        | Mar                                        | Apr                                        | May                                        | Jun                                        | Jul                                        | Aug                                        | Sep                                        | Oct                                        | Nov                                        | Dec                                        | Year                                       |
| ------------------------------------------ | ------------------------------------------ | ------------------------------------------ | ------------------------------------------ | ------------------------------------------ | ------------------------------------------ | ------------------------------------------ | ------------------------------------------ | ------------------------------------------ | ------------------------------------------ | ------------------------------------------ | ------------------------------------------ | ------------------------------------------ | ------------------------------------------ |
| Record high °C (°F)                        | 21.0 (69.8)                                | 22.2 (72.0)                                | 23.3 (73.9)                                | 26.7 (80.1)                                | 29.8 (85.6)                                | 32.9 (91.2)                                | 35.4 (95.7)                                | 35.9 (96.6)                                | 34.3 (93.7)                                | 31.4 (88.5)                                | 26.6 (79.9)                                | 23.3 (73.9)                                | 35.9 (96.6)                                |
| Mean daily maximum °C (°F)                 | 10.8 (51.4)                                | 11.9 (53.4)                                | 14.9 (58.8)                                | 19.1 (66.4)                                | 23.0 (73.4)                                | 25.6 (78.1)                                | 29.4 (84.9)                                | 30.9 (87.6)                                | 27.8 (82.0)                                | 23.4 (74.1)                                | 18.5 (65.3)                                | 13.3 (55.9)                                | 20.7 (69.3)                                |
| Daily mean °C (°F)                         | 7.6 (45.7)                                 | 8.3 (46.9)                                 | 10.9 (51.6)                                | 14.9 (58.8)                                | 18.8 (65.8)                                | 22.1 (71.8)                                | 26.2 (79.2)                                | 27.3 (81.1)                                | 24.1 (75.4)                                | 19.5 (67.1)                                | 14.6 (58.3)                                | 9.8 (49.6)                                 | 17.0 (62.6)                                |
| Mean daily minimum °C (°F)                 | 4.2 (39.6)                                 | 4.3 (39.7)                                 | 6.6 (43.9)                                 | 10.4 (50.7)                                | 14.6 (58.3)                                | 19.0 (66.2)                                | 23.6 (74.5)                                | 24.2 (75.6)                                | 20.8 (69.4)                                | 15.7 (60.3)                                | 10.4 (50.7)                                | 6.0 (42.8)                                 | 13.3 (56.0)                                |
| Record low °C (°F)                         | −4.1 (24.6)                                | −5.4 (22.3)                                | −2.4 (27.7)                                | 0.3 (32.5)                                 | 5.2 (41.4)                                 | 10.4 (50.7)                                | 15.7 (60.3)                                | 17.4 (63.3)                                | 10.4 (50.7)                                | 5.2 (41.4)                                 | 1.3 (34.3)                                 | −1.6 (29.1)                                | −5.4 (22.3)                                |
| Average precipitation mm (inches)          | 93.4 (3.68)                                | 109.5 (4.31)                               | 172.1 (6.78)                               | 216.1 (8.51)                               | 210.2 (8.28)                               | 324.2 (12.76)                              | 308.8 (12.16)                              | 239.6 (9.43)                               | 289.2 (11.39)                              | 132.7 (5.22)                               | 134.1 (5.28)                               | 108.9 (4.29)                               | 2,338.8 (92.08)                            |
| Average snowfall cm (inches)               | 1 (0.4)                                    | trace                                      | trace                                      | 0 (0)                                      | 0 (0)                                      | 0 (0)                                      | 0 (0)                                      | 0 (0)                                      | 0 (0)                                      | 0 (0)                                      | 0 (0)                                      | trace                                      | 2 (0.8)                                    |
| Average precipitation days (≥ 1,0 mm)      | 10.2                                       | 9.8                                        | 10.3                                       | 9.4                                        | 9.2                                        | 12.8                                       | 11.0                                       | 10.8                                       | 10.0                                       | 6.4                                        | 9.0                                        | 9.7                                        | 118.6                                      |
| Average snowy days (≥ 1 cm)                | 0.4                                        | 0.3                                        | 0.1                                        | 0                                          | 0                                          | 0                                          | 0                                          | 0                                          | 0                                          | 0                                          | 0                                          | 0.1                                        | 0.9                                        |
| Average relative humidity (%)              | 66                                         | 66                                         | 68                                         | 72                                         | 75                                         | 83                                         | 84                                         | 81                                         | 78                                         | 71                                         | 70                                         | 68                                         | 74                                         |
| Mean monthly sunshine hours                | 81.5                                       | 107.4                                      | 150.9                                      | 175.7                                      | 191.0                                      | 122.2                                      | 156.9                                      | 197.6                                      | 165.4                                      | 177.7                                      | 127.8                                      | 96.2                                       | 1,745.8                                    |

## Verkehr
Durch Gotō führt die Nationalstraße 384. Der Flughafen 3. Klasse Flughafen Gotō-Fukue befindet sich ebenfalls in der Stadt.

## Veranstaltungen
In Gotō findet jährlich der Ironman Japan Triathlon statt.

## Söhne und Töchter der Stadt
- Tomihisa Taue (* 1956), Bürgermeister von Nagasaki
- Masahiko Yamada (* 1942), Politiker
- Nizō Yamamoto (1953–2023), künstlerischer Leiter, Hintergrundzeichner und Regisseur